# Episodi de I Durrell - La mia famiglia e altri animali (seconda stagione)
La seconda stagione della serie televisiva I Durrell - La mia famiglia e altri animali, composta da 6 episodi, è andata in onda sul canale britannico ITV dal 23 aprile al 28 maggio 2017.
In Italia, la stagione è stata
trasmessa sul canale a pagamento La EFFE dal 25 maggio all'8 giugno 2018. In chiaro è andata in onda su Rai 2 dal 4 al 18 agosto 2019.
| nº | Titolo originale | Titolo italiano          | Prima TV Regno Unito | Prima TV Italia |
| -- | ---------------- | ------------------------ | -------------------- | --------------- |
| 1  | Episode 1        | La nuova padrona di casa | 23 aprile 2017       | 25 maggio 2018  |
| 2  | Episode 2        | Un insegnante per Gerry  | 30 aprile 2017       | 25 maggio 2018  |
| 3  | Episode 3        | Il compleanno            | 7 maggio 2017        | 1º giugno 2018  |
| 4  | Episode 4        | Seduta spiritica         | 14 maggio 2017       | 1º giugno 2018  |
| 5  | Episode 5        | La partita               | 21 maggio 2017       | 8 giugno 2018   |
| 6  | Episode 6        | Parti e partenze         | 28 maggio 2017       | 8 giugno 2018   |